# オオハクチョウ
オオハクチョウ（大白鳥、Cygnus cygnus）は、鳥綱カモ目カモ科ハクチョウ属に分類される鳥類。

## 分布
アイスランド・スカンジナビア半島北部からカムチャツカ半島・サハリンにかけてのユーラシア大陸北部などで繁殖し、冬季になるとイギリスやイタリア北部・スイス・黒海沿岸・カスピ海・中華人民共和国の太平洋岸・大韓民国・日本などで越冬する。
日本へは、冬季に北海道から東北にかけて飛来し（茨城県の牛久沼、島根県の宍道湖などへの飛来例もある）、主に太平洋側で越冬する。その際の中継地としては北海道の風蓮湖、ウトナイ湖などが上げられ、また主要な越冬地としては宮城県では伊豆沼、蕪栗沼、新潟県では福島潟、瓢湖、鳥屋野潟などが上げられる。

## 形態
全長140センチメートル。翼開長205 - 275センチメートル。体重オス7.4 - 15キログラム、メス8.2- 9.2キログラム。オスは体重15.5キログラムに達した記録もある。全身が白い。春季から夏季に鉄分の多い環境では、頸部の羽毛が暗色になることがある。
虹彩は褐色。嘴は黒い。眼先に羽毛がなく黄色い皮膚が裸出し、この黄色部は鼻孔下部まで達する。気管は長い紐状で、胸骨内で上方に向かう。後肢は黒い。
雛の綿羽は、淡灰白色。幼鳥は灰褐色。
個体によっては鉄分の多い湖沼で水中の水草などを採食する際に頭部や首が錆色や黄褐色を帯びることがある。

## 分類
以前は、ナキハクチョウを亜種とする説もあった。

## 生態
湖沼や浅い河川の周囲で植生の茂った環境を繁殖地として好むが、非繁殖時は干潟や汽水域でもみられる。卵や雛を除けば年間死亡率は低いが、陸上では素早く動くことができないため危険を感じると水中へ逃げ込む。一方で死因の多くは、飛翔時による事故とされる。悪天候による死亡例として、日本では1967年に野付湾（尾岱沼）で寒波および湾が完全凍結したことによる飢餓によって約200羽（若鳥を含めると500羽以上）が大量死した例がある。
主に水生植物の葉や茎・根を食べるが、昆虫や貝類などの無脊椎動物を食べることもある。
岸辺や中州に枯草やトクサやスゲの根・ミズゴケを組み合わせた直径2メートル・高さ50センチメートルに達する円錐形の巣をつくり、3 - 5個の卵を産む。抱卵期間は約31日。雛は孵化してから、78 - 96日で飛翔できるようになる。生後4年で性成熟するが、生息環境や食物による影響を受ける。
長距離を飛翔する鳥としては最大級で、身体が重いため、離陸時は助走を必要とする。鳴き声は大きく、「コォー」と鳴く。
シベリアやオホーツク海沿岸で繁殖し、日本には越冬のため千島列島を経由し渡来する。
食性は草食性が強く、水中や水面の水草を採餌したり、陸上で落ち穂や青草を食べる。
2019年に北海道別海町にて、放鳥から25年10カ月経過した雌の個体が確認されており、国内の最高齢記録とされている。

## 人間との関係
農作物を食害する害鳥とみなされることもある。
アジアでは違法な湿地の干拓・採掘・道路建設・過放牧などによる繁殖地の破壊による影響が懸念されている。電線や風力発電による衝突死や、狩猟および鉛中毒（食物を砕くために砂などを飲みこむことがあり、その際に狩猟用の鉛製の弾丸も飲みこんでしまうことがある）、卵の採取などによる影響も懸念されている。猛吹雪などの自然災害や、鳥インフルエンザなどの感染症による影響も懸念されている。
日本では一例として2018年1月に環境省によって32都道府県616か所で行われた調査では、25,873羽が観察された。都道府県別では宮城県が最も観察例が多く、10,848羽が観察された。2011年まではやや増加傾向だったが、以降は増減（2018年は約30,000羽が観察された）があるものの25,000羽以上が観察されている。
白鳥は東西で愛された鳥で、さまざまな伝説・神話に登場する。

## 画像

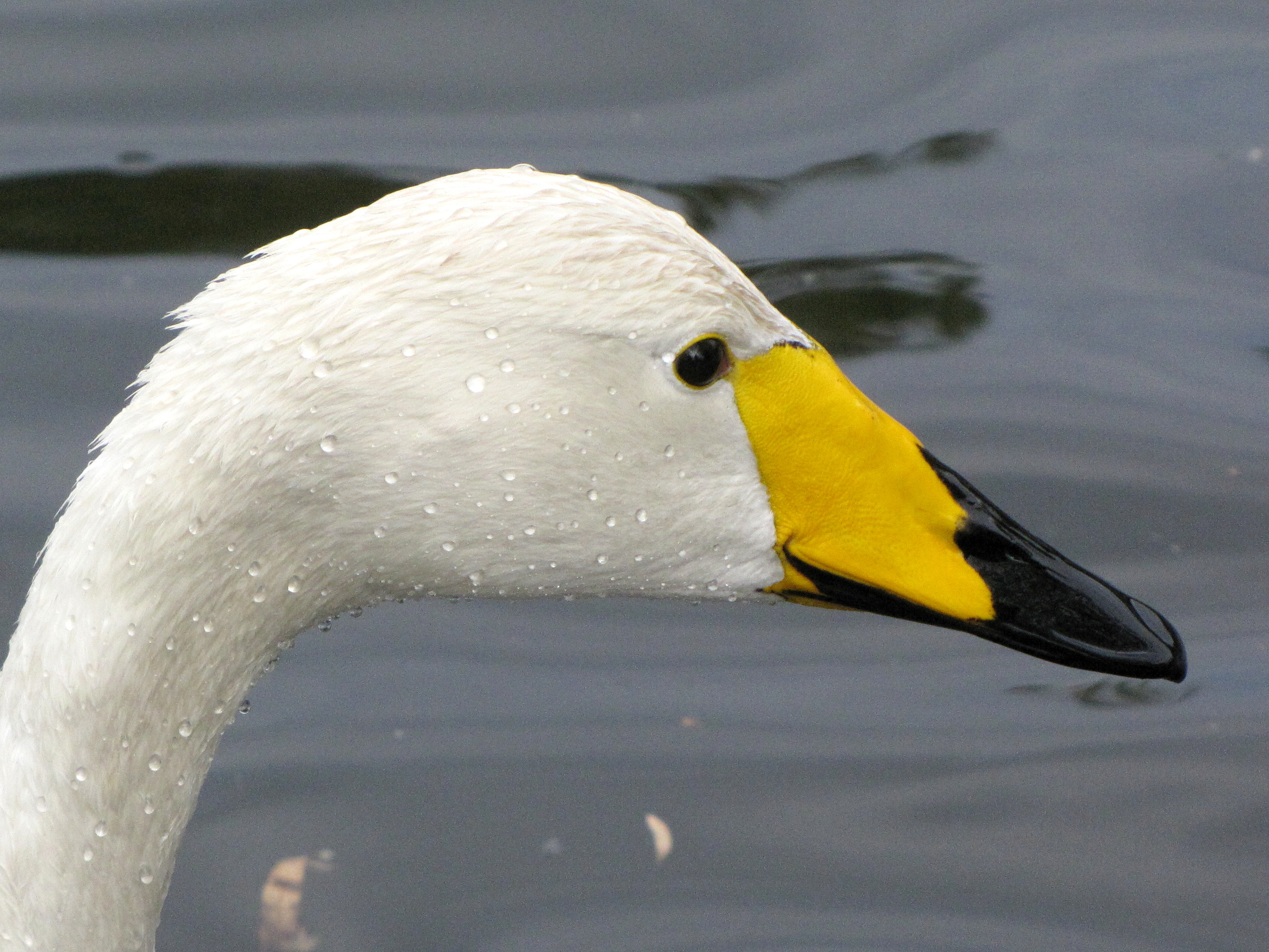
頭部
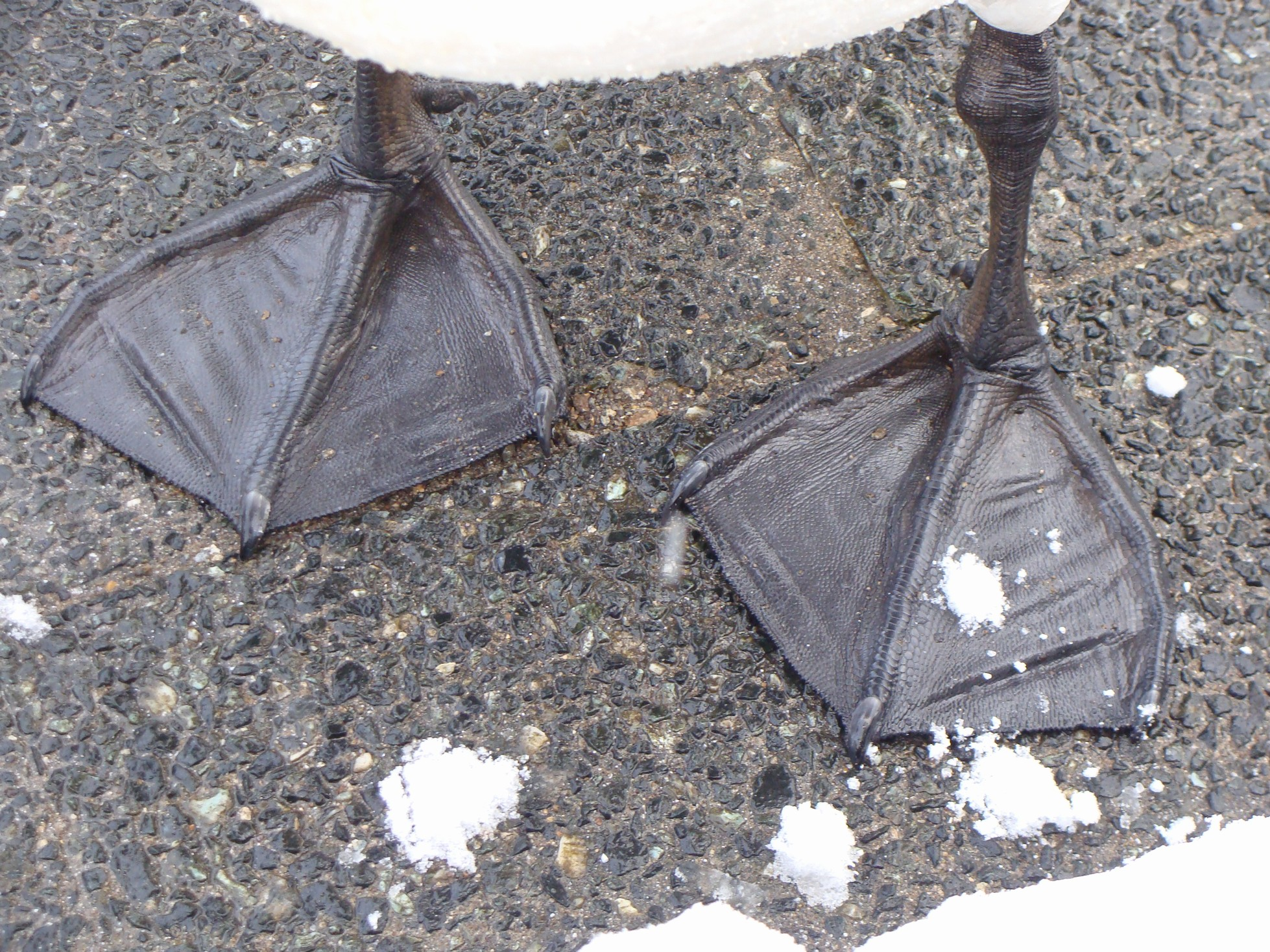
後肢
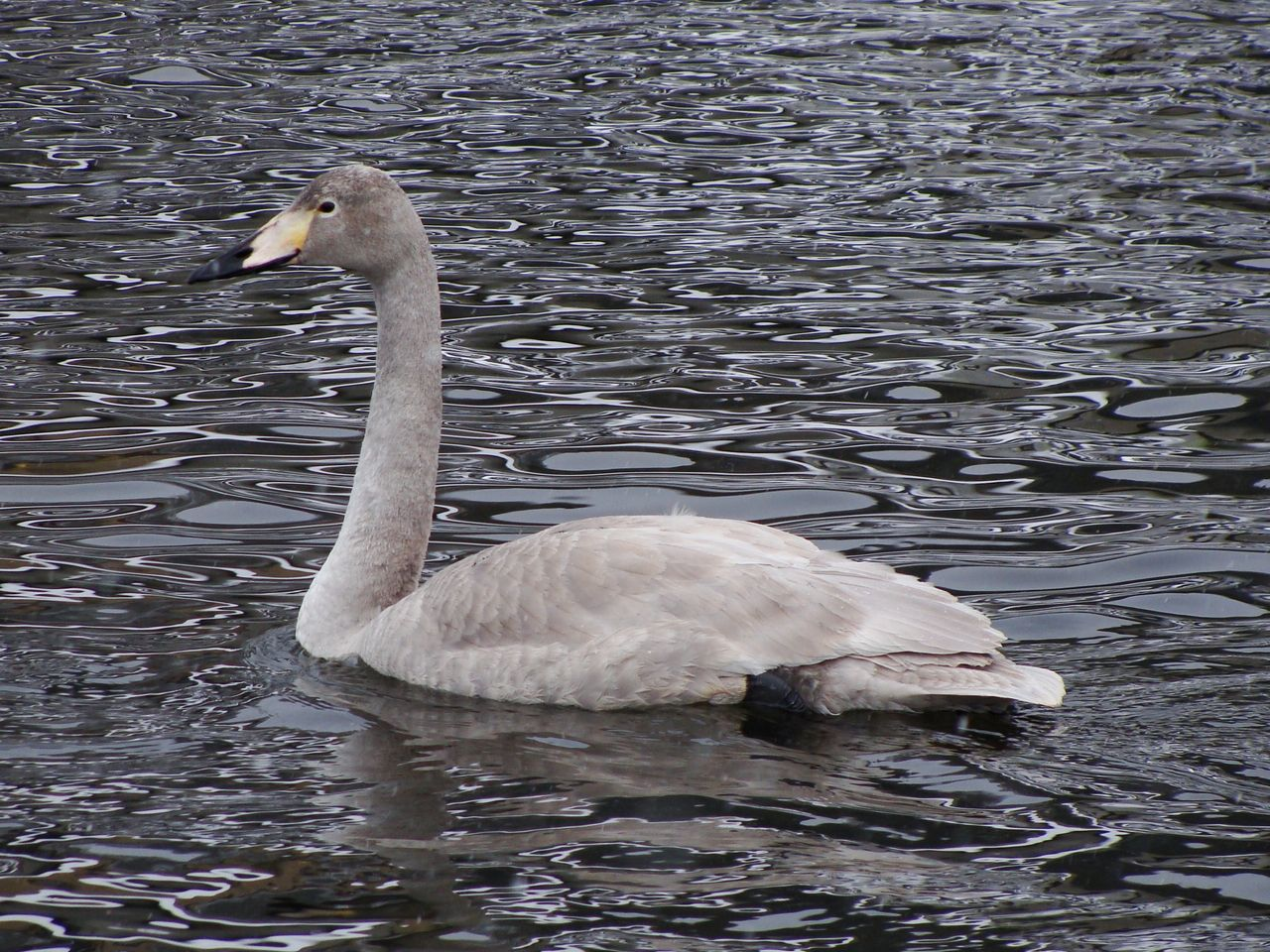
幼鳥
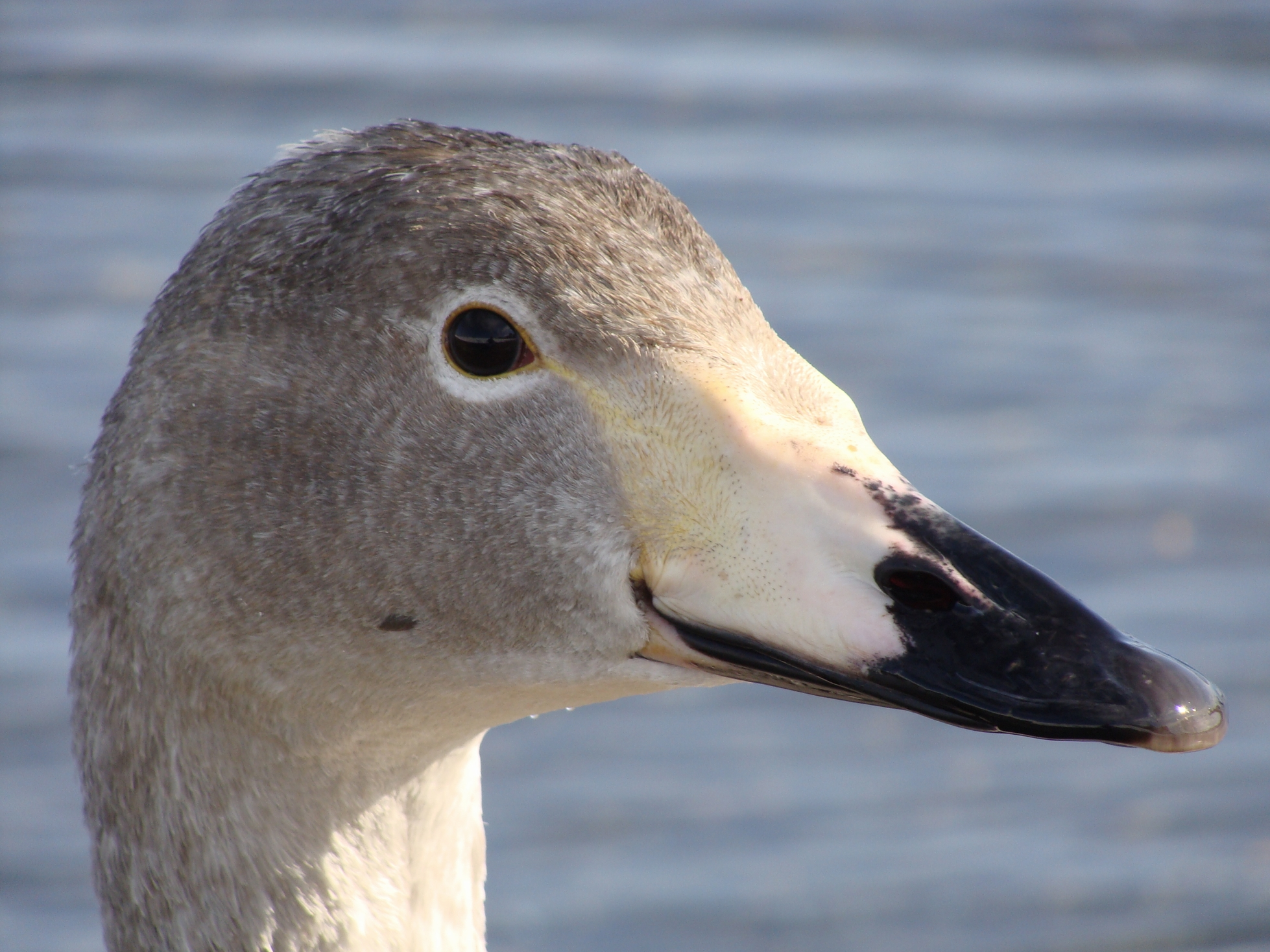
幼鳥の頭部
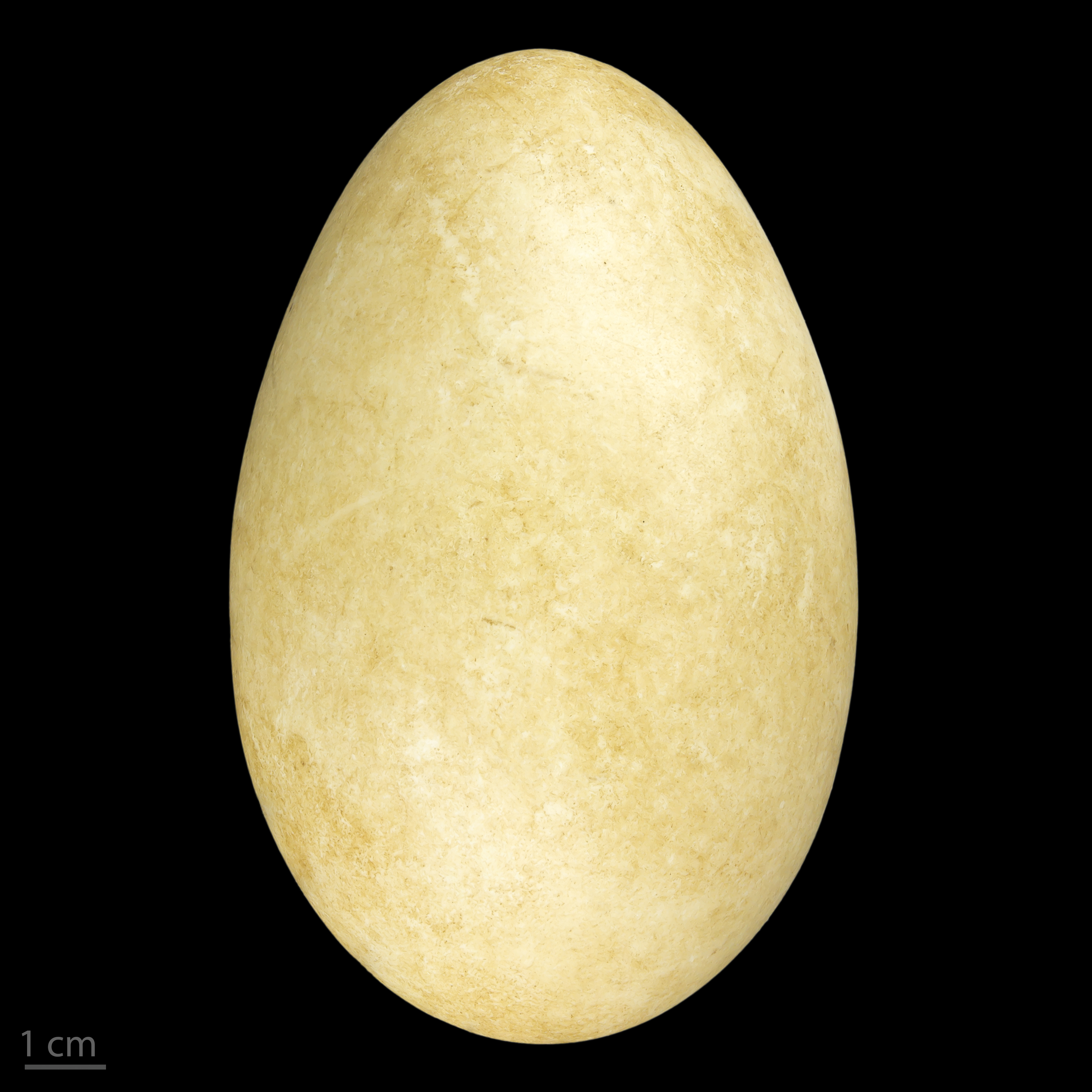
Museum specimen - Iceland
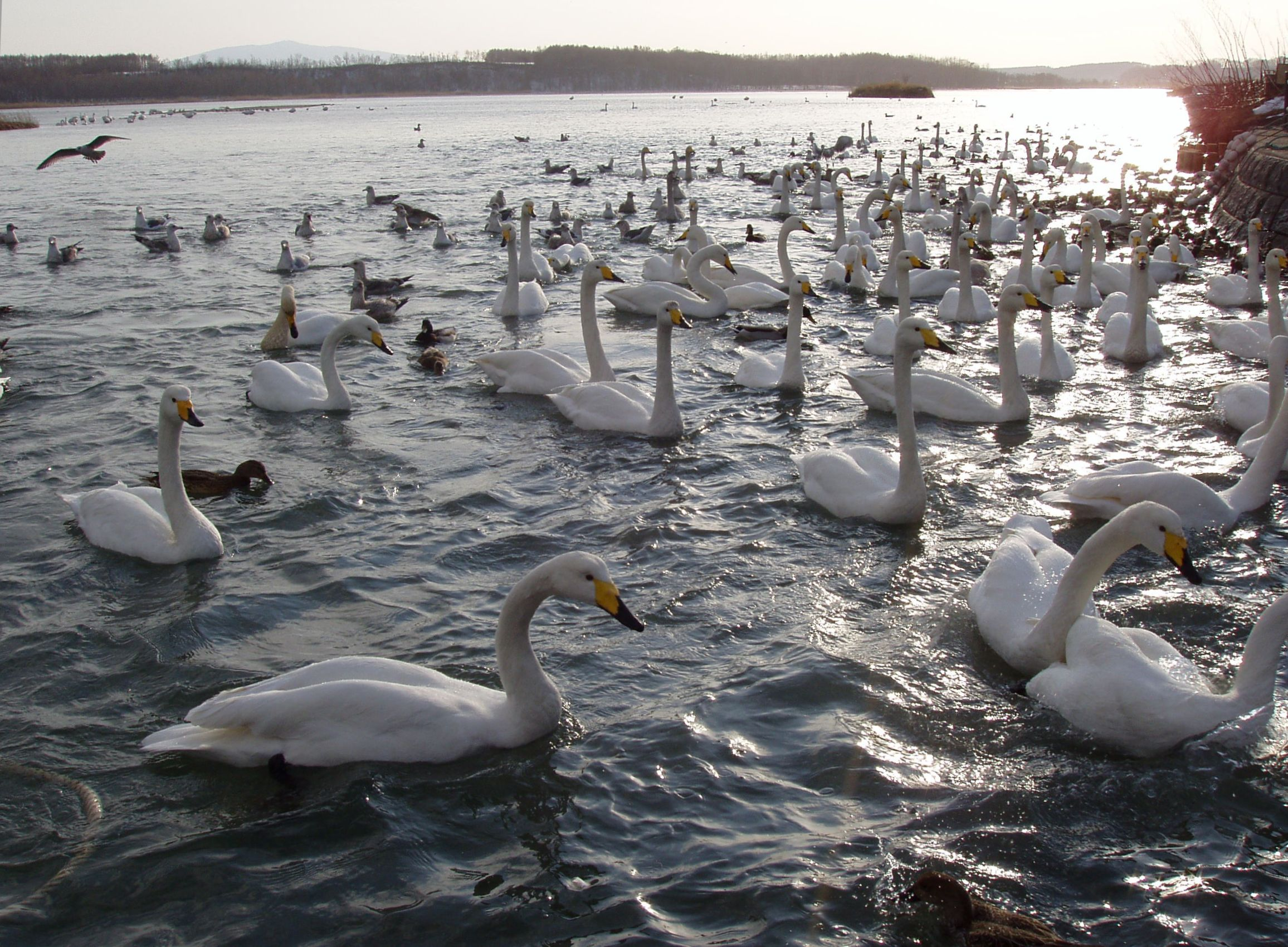
北海道 濤沸湖のオオハクチョウ（2004年12月12日撮影）